# Lubutana mayeri
Lubutana mayeri là một loài ruồi trong họ Tachinidae.